# الأربع الكبرى
الأربعة الكبار بيغ فور (بالإنجليزية: Big Four)‏ (و كذلك فات فور(بالإنجليزية: Fat Four)‏) هي تسمية تطلق على أكبر أربع شركات محاسبة وخدمات مهنية في العالم، والذين يقومون بإجراء التدقيق لمعظم الشركات المساهمة العامة وأكبرها، بالإضافة إلى الكثير من الشركات الخاصة. يبين الجدول التالي قائمة بالشركات الأربع الكبار بالإضافة إلى معلومات اقتصادية عنهم:
| الشركة                | الدخل                      | الموظفين          | السنة المالية  | المقر الرئيسي   | المصدر |
| --------------------- | -------------------------- | ----------------- | -------------- | --------------- | ------ |
| ديلويت توش توهماتسو   | 59.3 مليار دولار (▲ 18.1%) | 411,951 (▲ 19.3%) | 31 مايو 2022   | المملكة المتحدة | [ 1 ]  |
| برايس وتر هاووس كوبرز | 45.1 مليار دولار (▲ 4.9%)  | 295,000 (▲ 3.9%)  | 30 يونيو 2021  | المملكة المتحدة | [ 2 ]  |
| إرنست ويونغ           | 40.0 مليار دولار (▲ 7.3%)  | 312,250 (▲ 4.4%)  | 30 يونيو 2021  | المملكة المتحدة | [ 3 ]  |
| كيه بي إم جي          | 32.1 مليار دولار (▲ 10.0%) | 236,000 (▲ 4.0%)  | 30 سبتمبر 2021 | هولندا          | [ 4 ]  |

كانت هذه المجموعة تسمى فيما مضى الثمانية الكبار ومن ثم تقلصت إلى الخمسة الكبار من خلال سلسلة من الاندماجات. ومن ثم أصبحت الأربع الكبار بعد انهيار شركة آرثر آندرسون في سنة 2002 إثر فضيحة إنرون.
الشكل القانونى
ليس هناك واحدة من تلك الشركات الاربعة تعمل كوحدة واحدة بل عدة شركات مملوكة وتدار بأسلوب مستقل والتي دخلت في اتفاقيات مع شركات أخرى في شبكة لتبادل الاسم والعلامة التجارية ومعايير الجودة وقد أنشأت كل شبكة كيان لتنسيق أنشطة الشبكة. في حالة واحدة (KPMG)، الشركة المنسقة سويسرية، وثلاث حالات (ديلويت توش توهماتسو، برايس ووترهاوس كوبرز وارنست اند يونغ) الشركة المنسقة هي شركة بريطانية محدودة. هذه الكيانات لا تمارس بنفسها الأعمال المحاسبية، ولا تخضع لسيطرة الشركات الأعضاء.
في معظم الحالات تتم كل ممارسات الشركات الأعضاء في بلد واحد، تمتثل لبيئة تنظيمية لهذه البلدة. ومع ذلك، ففي عام 2007 أعلنت شركة KPMG اندماج الشركات الأعضاء الأربعة (في المملكة المتحدة وألمانيا وسويسرا وليختنشتاين) لتشكيل شركة واحدة.